# Monetazione fusa
La monetazione fusa è il processo di produzione di monete tramite fusione, cioè versando del metallo liquido in appositi stampi cavi, in modo tale che con la solidificazione assuma l'aspetto desiderato.

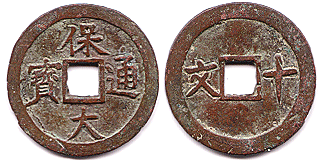
Un Bảo Đại Thông Bảo vietnamita del 1933, una delle ultime monete al mondo prodotte attraverso fusione

## Tecnica

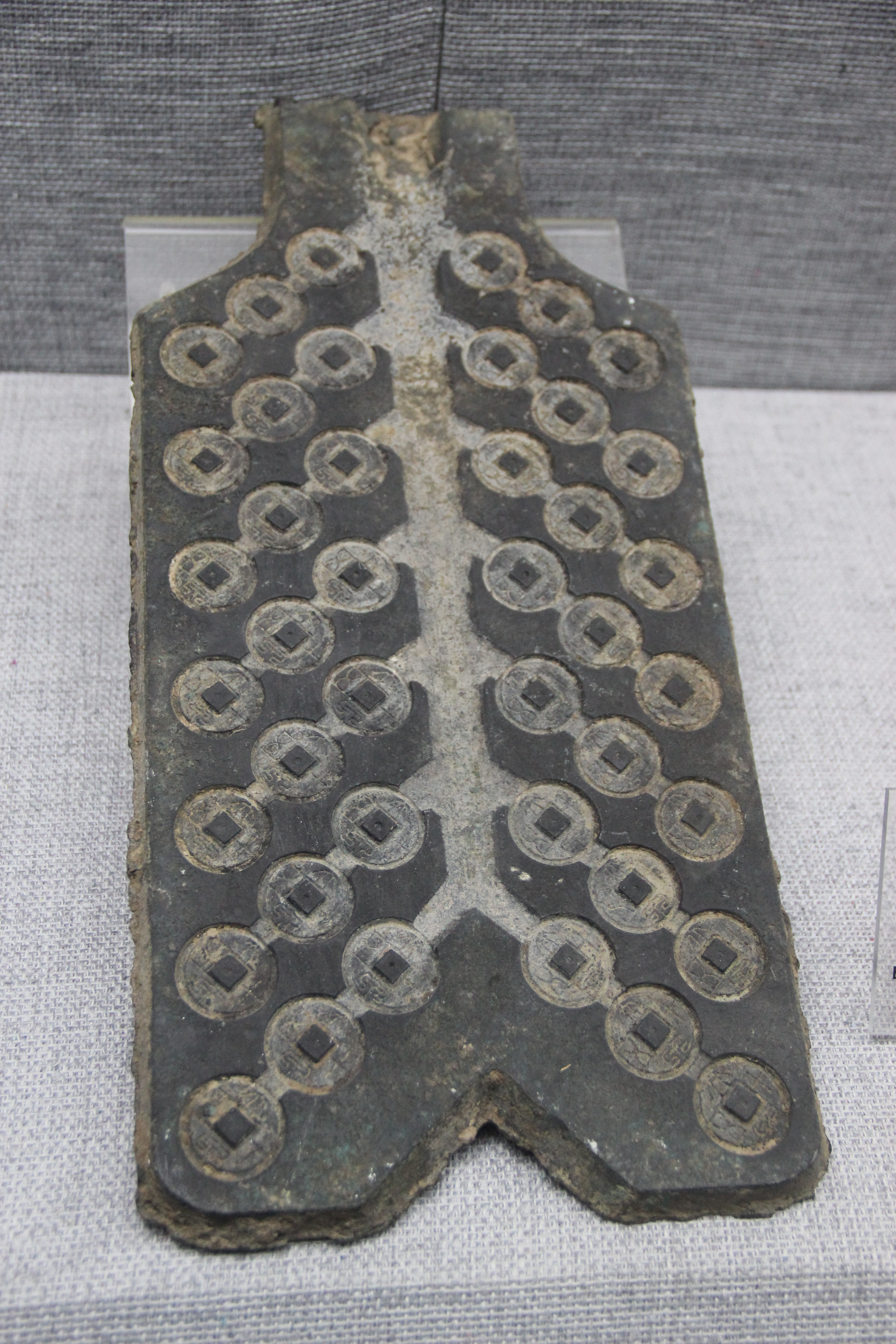
Stampo per la fusione delle monete cinese, risalente alla Dinastia Han

Questa tecnica è molto semplice. L'aspetto più difficile è creare il modello di partenza su cui poi costruire gli stampi. È opinione comune che nell'antichità il modello venisse fabbricato in legno. Era anche possibile utilizzare come modello una moneta preesistente. Da questo modello si fabbrica uno stampo utilizzando del materiale refrattario. Nell'antichità si usava come materiale refrattario l'argilla. 
Nonostante il sistema fosse il più semplice, non è stato il più antico né il più usato. La sua stessa semplicità difatti costituisce il primo dei suoi inconvenienti: la estrema facilità nel produrre falsificazioni. Gli antichi ne diffidavano e non sono mai state prodotte monete fuse né in argento né in oro. La fusione era invece usata nella prima monetazione dell'Italia centrale e in quella romana, poiché non era possibile battere monete di bronzo del peso richiesto, 300 e più grammi.

## Monetazione antica
Nel mondo classico greco - romano le monete fuse erano prodotte nell'Italia centrale, nel mondo etrusco, latino ed italico. Le monete fuse sono comunemente denominate Aes grave.
Come caso particolare c'è anche la monetazione di Akragas (Agrigento): le prime monete in bronzo di questa città erano fuse e di forma conica. Accanto a queste esistono anche delle monete fuse ad Himera con forma più tradizionale. Entrambi questi tipi di moneta sono collocati verso il 430-420 a.C.
Anche la città di Olbia sul mar Nero, ha prodotto monete fuse. Queste monete non sono però collegate a quelle prodotte nell'Italia centrale. 
Nel basso impero, da Settimio Severo in poi, parte della monetazione in bronzo è nuovamente costituita da monete fuse emesse dalle zecche provinciali, in particolare nell'area gallica. Parallelamente aumentò in modo considerevole la produzione di falsi. Di conseguenza Costantino pose termine alla monetazione fusa, vietandone l'uso nel 326. 
Anche i tondelli nell'antichità erano preparati per fusione.

## Monetazione orientale
In Asia, specialmente in Cina, erano prodotte monete fuse usando stampi. Le monete, dette in inglese cash presentavano un foro al centro. 
Si potevano produrre contemporaneamente, con un'unica colata, fino ad un paio di dozzine di monete usando un singolo stampo. Venivano fatti degli 'alberi' di monete che poi venivano separate.
Questo metodo di produzione della moneta, iniziato nel 300 a.C. è continuato in Cina nel XIX secolo, quindi per più di due millenni. Nessun altro tipo di moneta ha avuto una vita così lunga. Monete simili erano prodotte anche in Corea, Giappone e Vietnam